# Édouard Grimard
Pour les articles homonymes, voir Grimard.
Jean-Pierre Édouard Grimard, né le 17 avril 1827 à Lacépède (Lot-et-Garonne) et mort le 24 mars 1909 à Paris, est un journaliste, écrivain et botaniste français. 

## Biographie
Fidèle ami d'Élisée Reclus et d'Élie Reclus,, il écrit dans des revues dont la Revue des Deux Mondes (1866-1866) et le Magasin illustré d'éducation et de récréation et publie de nombreux ouvrages sur la botanique. En 1851, il soutient sa thèse de théologie à la faculté de Strasbourg en même temps qu'Élie Reclus.
Il enseigne de 1871 à 1881 au collège protestant de Sainte-Foy. Conseiller municipal sur une liste républicaine à Pineuilh (1874) où il habite avec sa famille, il est le directeur de l'école normale de Toulouse de 1881 à 1896. 
Jules Verne, utilisant son ouvrage La Plante pour parler de la flore de l'Australie, le cite dans le chapitre IX de la deuxième partie de son roman Les Enfants du capitaine Grant.

## Publications
- 1851 : L'homme en face de Dieu, ou de l'individualité humaine, thèse
- 1862 : L’Éternel féminin, roman
- 1865 : La Plante, botanique simplifiée, Hetzel
- 1868 : La goutte de sève, histoire intime de la vie végétale, Hetzel
- 1869 : L'Esprit des plantes, silhouettes végétales, Hetzel
- 1876 : Le Jardin d'acclimatation, le tour du monde d’un naturaliste, Hetzel
- 1877 : La Botanique à la campagne, comment on devient botaniste, Hetzel
- 1882 : Manuel de l’herboriseur, Hetzel
- 1889 : L'Enfant